# André Pilette
André Pilette (Parijs (Frankrijk), 6 oktober 1918 - Etterbeek, 27 december 1993) was een Belgische Formule 1-coureur.
Pilette begon zijn carrière in de Formule 1 in 1951 met een zesde plaats in de Belgische Grand Prix op Spa-Francorchamps met een Talbot-Lago. Hij reed in totaal 14 Grand Prix' maar heeft geen enkel volledig seizoen gereden. Hij had een gevarieerde carrière in de Formule 1 waar hij regelmatig eens reed voor de teams van Connaught, Gordini, Emeryson en Lotus.
Zijn eerste punten sprokkelde hij bijeen gedurende de Belgische Grand Prix van 1956 waar hij 5e eindigde met een Gordini. Hij beëindigde zijn Formule 1-carrière in 1964 nadat hij zijn Scirocco-Climax niet kon kwalificeren om te racen.
Na zich uit de Formule 1 te hebben teruggetrokken was hij een race school begonnen op het Circuit Zolder. Deze school bestaat niet meer.
Ook zijn zoon Teddy Pilette heeft zich gewaagd aan de Formule 1 maar was niet zo fortuinlijk.